# Antigoni Drisbioti
Antigoni Drisbioti (griechisch Αντιγόνη Ντρισμπιώτη / Andigoni Drismbioti, * 21. März 1984 in Karditsa, Thessalien) ist eine griechische Leichtathletin, die an den Olympischen Sommerspielen 2020 in Tokio teilgenommen hat. Sie ist spezialisiert auf 20 und 35 km Gehen.

## Leben und Karriere
Drisbioti wuchs in Karditsa (Thessalien) auf. Ihre Familie betreibt ein traditionelles Restaurant, in dem sie laut eigenen Angaben in einem Fernsehinterview neben ihrem Training viele Jahre bediente. Sie entschied sich als Siebtklässlerin, Gehen als Sport auszuüben, aber mit 19 Jahren unterbrach sie ihre Sportkarriere, studierte Sportwissenschaften und begann erst 2011 wieder zu trainieren und sich dem Sport zu widmen. Sie ist verheiratet und lebt in Karditsa.
Ihren ersten großen Erfolg feierte Drisbioti 2013 bei den Mittelmeerspielen in Mersin, wo sie im Wettbewerb 20 km Gehen die Bronzemedaille mit der Zeit 1:41:53 h gewann.
Drisbioti nahm zum ersten Mal 2016 an Olympischen Sommerspielen teil. Dort konnte sie den 15. Platz in 20-km-Gehen mit einer Zeit von 1:32:32 h einnehmen. Bei den Olympischen Sommerspielen 2020 in Tokio, die wegen der COVID-19-Pandemie 2021 stattfanden, erreichte sie mit 1:31:24 h den 8. Platz im Wettbewerb 20 km Gehen der Frauen.
Bei den Europameisterschaften 2022 in München erkämpfte sich Drisbioti die Goldmedaille im Wettbewerb 35 km Gehen mit einer Zeit von 2:47:00 h, nachdem sie im selben Jahr bei diesem Wettbewerb Vierte bei den Weltmeisterschaften in Oregon geworden und dort ihre persönliche Bestleistung mit 2:41:58 h gelaufen war. Diese Zeit stellt auch den nationalen Rekord Griechenlands dar. Mit der zweiten Goldmedaille bei den Europameisterschaften 2022 im Wettbewerb 20 km Gehen (mit ihrer bisherigen persönlichen Bestzeit 1:29:25 h) wurde sie die erste griechische Leichtathletin, die bei Europameisterschaften zwei Goldmedaillen gewann.
Drisbioti nahm an den Weltmeisterschaften 2023 in Budapest teil und konnte im Wettbewerb 20 km Gehen mit 1:30:19 h den 15. Platz erreichen und beim 35-km-Wettbewerb nach der Spanierin María Pérez García und der Peruanerin Kimberly García León in 2:43:22 h als Dritte durchs Ziel gehen.
Bei den Europameisterschaften 2024 kam Drisbioti im Wettbewerb über 20 km Gehen mit 1:33,38 h auf Platz 16.
Drisbioti qualifizierte sich für die Olympischen Sommerspiele 2024 und wurde als Fahnenträgerin der Eröffnungszeremonie am 26. Juli ausgewählt. Sie erreichte mit einer Zeit von 1:31,33 Stunden im Wettkampf über 20 km Gehen den 22. Platz und erklärte, dass diese Teilnahme ihre letzte an Olympischen Sommerspielen sei.